# Drogist
Der Drogist ist in Deutschland, in Österreich und in der Schweiz ein anerkannter Ausbildungsberuf.

## Ausbildung

### Deutschland
In Deutschland ist die Ausbildung im Berufsbildungsgesetz geregelt.
Die duale Ausbildung dauert drei Jahre und endet mit einer Prüfung vor der zuständigen Industrie- und Handelskammer.
Voraussetzung ist in der Regel ein Realschulabschluss sowie Interesse an naturwissenschaftlichen Fächern wie Chemie und Biologie. Während der Ausbildung wird eine Zwischenprüfung durchgeführt.
Die Ausbildung umfasst einen allgemeinen kaufmännischen Teil (zum Beispiel Rechnungswesen, Warenwirtschaft, Kundenberatung, aber auch Personalplanung) und einen fachlichen Teil.
In letzterem werden unter anderem Kenntnisse im Umgang mit Kosmetikprodukten, der Anatomie des Körpers und der Pflanzen, Medikamenten, Fotografie, Pflanzenschutzmitteln, und weiteren Gefahrstoffen vermittelt.
Im Ursprung gehörte zum Beruf des Drogisten auch die eigene Herstellung von kosmetischen und technischen Präparaten sowie Teemischungen. Dieser Teil wurde aber durch Industrieprodukte völlig verdrängt.
Es gilt die „Verordnung über die Berufsausbildung zum Drogist/zur Drogistin“ in der Fassung vom 30. Juni 1992 (siehe Weblinks). Während Mitte der 1990er Jahre die Ausbildungszahlen extrem niedrig waren (teilweise weniger als 200 Auszubildende pro Jahr), steigt die Anzahl der neu abgeschlossenen Ausbildungsverhältnisse in den letzten Jahren kontinuierlich an. Im Jahr 2012 wurden über 1200 Ausbildungsverhältnisse neu abgeschlossen.

#### Deutsche Drogisten-Akademie

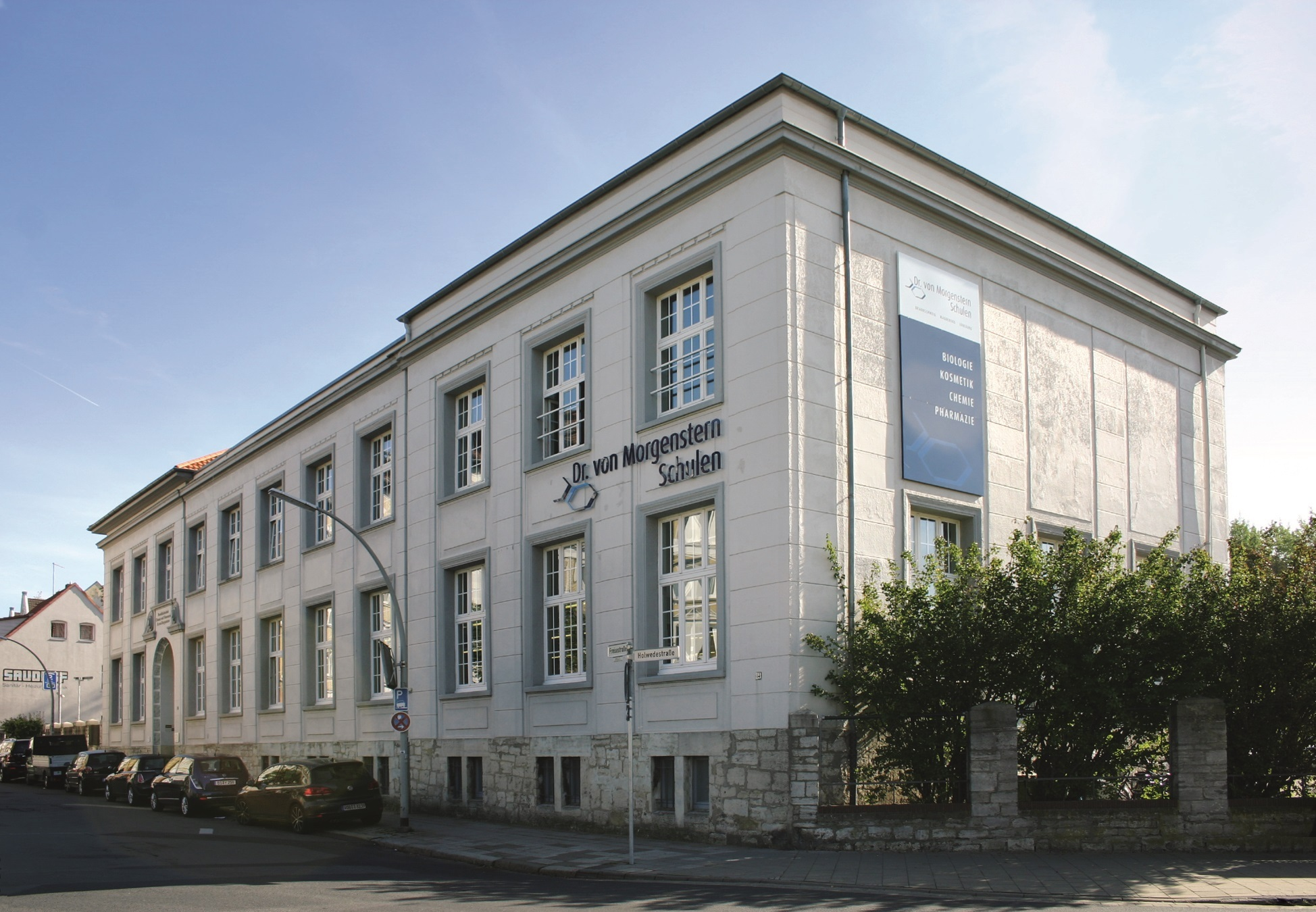
Schulgebäude der ehemaligen Deutschen Drogisten-Akademie zu Braunschweig

Von 1880 bis 1979 bestand in Braunschweig die von Eduard Freise gegründete Deutsche Drogisten-Akademie (DDA). An ihr konnten sich ausgebildete Drogisten in einem zweisemestrigen Studium mit staatlicher Abschlussprüfung weiterbilden. Als Fächer wurden Chemie, Botanik, Pharmakologie, Fotografie, Farbwarenkunde, Biologie, Hygiene, Werbekunde und Gesetzeskunde unterrichtet. Die theoretische Ausbildung wurde durch umfangreiche Praktika in Chemie, Mikroskopie, Farbwarenkunde und Fotografie ergänzt. Die anspruchsvolle Ausbildung war mit einer Technikerausbildung vergleichbar.
Ab Frühjahr 1970 wurde die Ausbildung an der Deutschen Drogisten-Akademie auf drei Semester erweitert. Ab 1972 erfolgte durch Erlass des Niedersächsischen Kultusministeriums die offizielle Einführung des vierten Semesters. Es folgte die Anhebung zu einer zweijährigen Fachschule Wirtschaft – Fachrichtung Drogerie mit dem Abschluss „Staatlich geprüfter Betriebswirt – Fachrichtung Drogerie“.
Zum 30. Juni 1979 stellte die Deutsche Drogisten-Akademie zu Braunschweig gemäß Beschluss des Kuratoriums vom 8. Juni 1978 ihren Akademie-Betrieb im historischen Akademiegebäude ein. Infolge des Haushaltsstrukturgesetzes wurden den Arbeitsämtern die Fördermittel beschnitten und Förderbedingungen stark eingeschränkt. Damit war ein wirtschaftlicher Akademiebetrieb auf Dauer nicht mehr möglich. Absolventen der Drogisten-Akademie waren später auch in der Industrie und als Pharmareferenten beschäftigt. Viele nutzten den Besuch der DDA als Einstieg für ein Studium wie Fachlehrer oder für eine chemische Ausbildung. Heute befinden sich in den Räumen der ehemaligen Drogisten-Akademie in der Freisestraße 14 die Dr. von Morgenstern Schulen.

### Österreich
Drogisten absolvieren in Österreich ebenfalls eine dreijährige Lehre in Form einer dualen Ausbildung. Lehrlinge werden somit an der Berufsschule und in Lehrbetrieben – meist Drogeriemärkte oder Drogerien – ausgebildet. Der inhaltliche Schwerpunkt der Ausbildung liegt in Österreich mehr auf Kundenberatung und Verkauf von Drogerieartikeln. So gilt die Lehrabschlussprüfung als Drogist auch für den Beruf des Einzelhandelskaufmanns. Verwandte Lehrberufe, wie z. B. pharmazeutisch-kaufmännische Assistenz und viele Handels- und Büroberufe, können mit verkürzter Lehrzeit absolviert werden. Eine bestandene Lehrabschlussprüfung ermöglicht in Österreich auch den Zugang zur Berufsmatura (Berufsreifeprüfung) und in Folge zu weiteren Höherqualifizierungen.

### Schweiz

#### Ausbildung zum Drogist EFZ/HF
In der Schweiz dauert die Drogistenlehre als duale Ausbildung vier Jahre. Die Berufsfachschulen befinden sich in den Städten Basel, Bern, Chur, Lausanne, Luzern, Neuenburg, St. Gallen, Solothurn und Zürich. Die Lehrlinge werden nach dem Standort des Lehrgeschäftes (selten auch nach dem Wohnort) in eine dieser Berufsfachschulen eingeteilt. Im ersten Lehrjahr besucht der Schüler an zwei Tagen pro Woche die Berufsschule, im zweiten Lehrjahr an eineinhalb Tagen, im dritten und vierten Lehrjahr an einem Tag pro Woche.
Es werden folgende Fächer bzw. Themen unterrichtet (Lektionenaufwand für 4 Lehrjahre):
- Pharmakologie & Pathophysiologie (240 Lektionen)
- Phytotherapie & Pharmakognosie (120 Lektionen)
- Ernährung, Erfahrungsmedizin & Salutogenese (160 Lektionen)
- Humanbiologie (120 Lektionen)
- Chemie, Ökologie & Sachpflege (200 Lektionen)
- Schönheitspflege, Hygiene & Medizinprodukte (80 Lektionen)
- zweite Landessprache (je nach Berufsfachschule: Deutsch, Französisch oder Italienisch. 160 Lektionen)
- Warenbewirtschaftung (40 Lektionen)
- Betriebsorganisation (80 Lektionen)
- Berufliche Identität und Umfeld (80 Lektionen)
- Allgemeinbildung (480 Lektionen)
- Sport (240 Lektionen)

Die überbetrieblichen Kurse (üK) ergänzen die schulische- und berufliche Ausbildung mit praxisorientierten Schwerpunkten. Sie finden über alle vier Lehrjahre verteilt statt und dauern insgesamt 14 Tage.
Es werden folgende Schwerpunkte behandelt:
- Verkaufsausbildung (3 Tage à 8h)
- Laborunterricht (8 Tage à 8h)
- Warenpräsentation

Der Lehrlingslohn kann sich je nach Kanton und Lehrbetrieb unterscheiden. Die fett geschriebenen Löhne sind die Empfehlungen für die gesamte Schweiz vom Schweizerischen Drogistenverband (SDV) (Lohnempfehlung für die Grundbildung vom 1. Januar 2023):
- 1. Lehrjahr: CHF 700,-
- 2. Lehrjahr: CHF 900,-
- 3. Lehrjahr: CHF 1'100,-
- 4. Lehrjahr: CHF 1'300,-

Die Sektion Romandie (Schulen Lausanne & Neuenburg) empfiehlt CHF 1'000 für das 3. Lehrjahr und CHF 1'100 für das 4. Lehrjahr.
Nach dem Bestehen des Qualifikationsverfahren (QV), früher Lehrabschlussprüfung (LAP), erhält man das Eidgenössische Fähigkeitszeugnis (EFZ).

#### Drogist EFZ

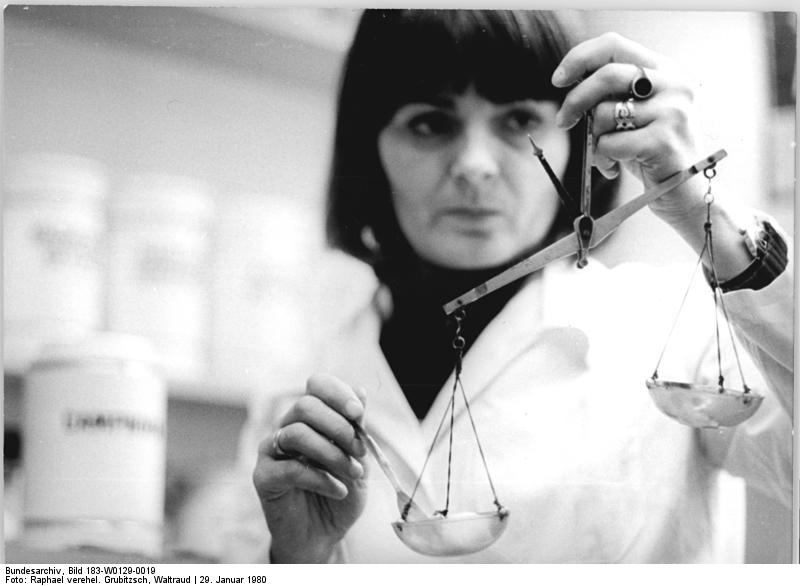
Drogistin mit einer Feinwaage

Der Drogist EFZ ist eine kompetente Fachperson, die in den Bereichen Gesundheit (Arzneimittellehre, Ernährungslehre, Humanbiologie, Botanik), Schönheit und Sachpflege, unter der Verantwortung eidgenössisch diplomierter Drogisten HF selbstständig beraten kann. Der Drogist EFZ wurde ebenfalls in den Bereichen Laboranalyse, Chemikalien (-recht), Ökologie (Schädlingsbekämpfung) und Präparateherstellung unterrichtet. Hinzu kommen die kaufmännischen Fächer Betriebs- und Verkaufskunde, kaufmännisches Rechnen, Korrespondenz und Buchhaltung. Der Berufstitel nach erfolgreicher Abschlussprüfung lautet „Drogist EFZ“/„Drogistin EFZ“ (EFZ: eidgenössisches Fähigkeitszeugnis).

#### Diplomierter Drogist Höhere Fachschule (dipl. Drogist HF)
Nach einem der Lehre folgenden Praktikum von zwei Jahren in einer Schweizer Drogerie kann in Neuenburg – nach bestandener Aufnahmeprüfung auf den Gebieten Chemie, Pharmakologie, Humanbiologie und Botanik – die zweijährige Ausbildung zum dipl. Drogisten HF absolviert werden. Die Unterrichtsfächer reichen von der Chemie/Biochemie, der Speziellen und Allgemeinen Pharmakologie, der Pharmakognosie (Phytotherapie, Homöopathie, Spagyrik) über die Pathologie und Parasitologie zur Genetik, Ernährungslehre und Oekologie. Die unternehmerischen Fächer umfassen die Gebiete Unternehmensführung, Buchhaltung, Wirtschaft, Kommunikation und Mitarbeiterführung. Ferner finden viele praktische Arbeiten im Labor statt (Chemie/Biochemie, Pharmakologie, Pharmakognosie, Parasitologie und Galenik). Diese Höhere Fachausbildung entspricht dem Technikerstatus und gilt als „Conditio sine qua non“ zur selbständigen Führung einer Drogerie. In die Ausbildung an der HF ist ein Lehrmeisterkurs integriert, der die Ausbildung von Lehrlingen gestattet. Der dipl. Drogist HF ist befugt, Arzneimittel der Abgabekategorie D, d. h. nicht apothekenpflichtige Arzneimittel, abzugeben. In einigen Kantonen der Schweiz ist die Abgabekompetenz der Drogisten auch auf bestimmte rezeptfreie Arzneimittel ausgeweitet, die apothekenpflichtig sind (Stand bis 31. Dezember 2018.) Seit dem 1. Januar 2019 ist das neue Heilmittelgesetz (HMG) in Kraft. Dieses hat auch die Selbstmedikation neu geregelt. Neu dürfen Drogisten / Drogistinnen HF sämtliche nicht rezeptpflichtigen Heilmittel abgeben. Somit sind alle OTC-(Over the counter)-Medikamente in der Schweiz auch in Drogerien erhältlich.

## Berufsausübung

### Unselbständig
Drogisten sind vorwiegend in Drogerien beschäftigt und haben viel Kundenkontakt. Auch die Pharma- oder Kosmetikbranche sowie der Bereich der Komplementärmedizin bieten Arbeitsplätze.
Die Tätigkeit entspricht in Teilen der des Einzelhandelskaufmanns, daher kommen Drogisten häufig auch in diesem Berufszweig unter. In den letzten Jahren hat sich das Tätigkeitsfeld des Drogisten mehr und mehr von der typischen Drogerie zum Drogeriemarkt verschoben, d. h. das Aufgabengebiet umfasst z. B. Information, Beratung, Ladendekoration und Kassierung. Ende 2005 gab es noch etwa 3750 Fachdrogerien in Deutschland.

### Selbständig
Auch in Österreich und den Niederlanden gibt es das Gewerbe und den Beruf des Drogisten.
In der Schweiz ist für den selbständigen Betrieb einer Drogerie das Bestehen der eidgenössischen Höheren Fachprüfung erforderlich bzw. der erfolgreiche Abschluss der höheren Fachschule (dipl. Drogist HF). Die höhere Fachschule für Drogisten, die école supérieure de droguerie (kurz: ESD), befindet sich in Neuenburg NE. Es ist die einzige höhere Fachschule für Drogisten in der Schweiz.
In Österreich ist für den selbständigen Betrieb einer Drogerie eine zusätzliche Befähigungsprüfung erforderlich. Dabei muss unter anderem entsprechendes Wissen in Botanik, Chemie, Gesundheits- und Ernährungslehre, Drogenkunde, Arzneimittelkunde und Chemikalienkunde nachgewiesen werden.

## Geschichte
Zur Geschichte des Berufs siehe Drogerie.